# Robin Morgan
Robin Morgan (ur. 29 stycznia 1941 w Lake Worth Beach) – amerykańska aktywistka radykalnego feminizmu, pisarka, poetka, wydawca zbioru pism drugiej fali feminizmu: Sisterhood is Powerful i Ms. Magazine.

## Życiorys
W latach 60. XX wieku brała udział w ruchach antywojennych i w walce o prawa obywatelskie. Kilka lat później została członkinią założycielką takich organizacji radykalnego feminizmu jak: New York Radical Women i W.I.T.C.H. Założyła również Women's Media Center.

## Publikacje
- The Demon Lover: The Roots of Terrorism, Washington Square Press; (December 2001) ISBN 0-7434-5293-3
- The Anatomy of Freedom
- The Mer-Child: A New Legend for Children and Other Adults
- "Upstairs in the Garden: Poems Selected and New, 1968-1988", W.W. Norton, 1991, ISBN 0-393-30760-3
- A Hot January: Poems 1996-1999
- Saturday's Child: A Memoir, W.W. Norton, 2000, ISBN 0-393-05015-7
- Front Line Feminism, 1975-1995: Essays from Sojourner's First 20 Years
- "Going Too Far: The Personal Chronicle of a Feminist", Random House; 1978, ISBN 0-394-72612-X
- Sisterhood Is Powerful: An Anthology of Writings from the Women's Liberation Movement
- Sisterhood Is Global: The International Women's Movement Anthology
- Sisterhood is Forever: The Women's Anthology for a New Millennium, Washington Square Press; (March 5, 2003), ISBN 0-7434-6627-6
- The Burning Time, Melville House; (March 1, 2006), ISBN 1-933633-00-X
- Fighting Words: A Toolkit for Combating the Religious Right, Nation Books; (September 28, 2006), ISBN 1-56025-948-5